# Vérkhniaia Saldà
Vérkhniaia Saldà (en rus: Верхняя Салда) és una ciutat de l'óblast de Sverdlovsk, a Rússia, segons el cens del 2021 tenia 41.026 habitants.